# Sokolivka, Lanivți
Sokolivka (în ucraineană Соколівка) este un sat în comuna Vîșhorodok din raionul Lanivți, regiunea Ternopil, Ucraina.

## Demografie
Componența lingvistică a localității Sokolivka
     Ucraineană (99,56%)
     Alte limbi (0,44%)
Conform recensământului din 2001, majoritatea populației localității Sokolivka era vorbitoare de ucraineană (99,56%), existând în minoritate și vorbitori de alte limbi.